# Стажадзе, Леван Лонгинозович
Леван Лонгинозович Стажадзе (род. 31 августа 1937, с. Курсеби, Грузинская ССР — 28 июня 2021, Москва) — советский, российский врач-анестезиолог, доктор медицинских наук, профессор. В 1972—1987 гг. — руководитель отдела медицинского обеспечения пилотируемых космических полетов Института медико-биологических проблем РАН. Один из основателей московской службы медицины катастроф.

## Биография
Родился в семье Лонгиноза Малакеевича Стажадзе, известного кулинара, создателя и директора легендарного московского ресторана «Арагви». Л. Л. Стажадзе вспоминал, что дома у них часто бывали известные люди, в частности, например, оперная певица Вера Давыдова, с которой была дружна его мать, писатель Фадеев и художник Налбандян, с которыми был особенно дружен его отец, а также учёный-хирург Александр Александрович Вишневский.
Как вспоминал сам Л. Л. Стажадзе, в детстве он увлёкся химией и собирался поступать в Менделеевский институт, однако поступил в Первый мединститут, из которого потом перёвёлся во Второй.
Окончил лечебный факультет 2-го Московского медицинского института имени Н. И. Пирогова (1961). Прошел путь от участкового врача поликлиники № 4 города Москвы до заведующего отделением реанимации НИИ скорой помощи им. Н. В. Склифосовского.
По словам Л. Л. Стажадзе: «Фактически у меня два учителя: академик и великий хирург Борис Александрович Петров и профессор, мощнейший анестезиолог так называемой первой волны Борис Губертович Жилис».
В 1972 году организовал и возглавил лабораторию по разработке методов и средств оказания реанимационно-анестезиологической помощи для различных этапов пилотируемых космических полетов, а впоследствии — отдел по разработке методов и средств медицинского обеспечения пилотируемых космических полетов в Институте медико-биологических проблем РАН. В 1975 году участвовал в подготовке космонавтов по программе «ЭПАС» (программа «Союз — Аполлон»). За участие в этой программе награждён медалью «За трудовую доблесть».
В 1987—1991 годы — заместитель директора по научной работе НИИ скорой помощи им. Н. В. Склифосовского, а также заведующий кафедрой скорой медицинской помощи Московского государственного медико-стоматологического института (1989—2001 гг.).
В 1991 году Леван Стажадзе вместе с Людмилой Григорьевной Костомаровой создают Центр экстренной медицинской помощи, ныне — Научно-практический Центр экстренной медицинской помощи Департамента здравоохранения г. Москвы, где Стажадзе занимает должность сначала первого заместителя директора, а с 2011 года — главного научного сотрудника.
С 2001 по 2012 год заведующий кафедрой, а с 2012 года — профессор кафедры скорой медицинской помощи и интенсивной терапии ФГУ «Учебно-научный медицинский центр» Управделами Президента РФ. В последние годы жизни — научный руководитель по скорой медицинской помощи «Клиническая больница № 1» (Волынская) Управделами Президента РФ. Доктор медицинских наук, профессор, академик Международной академии астронавтики.
Скончался в Москве после тяжелой болезни 28.06.2021 года.

## Научная деятельность
Леван Стажадзе автор более 180 научных работ, 14 авторских свидетельств по анестезиологии, реанимации, интенсивной терапии, скорой медицинской помощи, космической медицине, медицине катастроф. Под его руководством защищено 12 кандидатских и 1 докторская диссертации.
В разные годы занимал должности председателя подкомиссии по аттестации врачей скорой медицинской помощи Москвы, заместителя председателя ученого медицинского совета Департамента здравоохранения города Москвы, члена ученого совета НИИ скорой помощи им Н. В. Склифосовского и Центральной государственной медицинской академии Управления делами Президента РФ.

## Награды, премии и почётные звания
Награждён медалями: «За трудовую доблесть» (1976), «Ветеран труда» (1998), «В память 850-летия Москвы» (1997), «За верность долгу и отечеству» (2007); «Золотой медалью С. П. Королева» (1987); знаком «Отличник здравоохранения» (1978), «За вклад в космонавтику» (1998).
Член редколлегии журналов «Медицина катастроф» и «Вестник интенсивной терапии».